# Spirale (manga)
Pour les articles homonymes, voir Spirale (homonymie).
Spirale (うずまき, Uzumaki) est un seinen manga de Junji Itō prépublié dans le magazine Big Comic Spirits entre 1998 et 1999, puis publié par Shōgakukan en trois volumes reliés sortis entre août 1998 et septembre 1999. La version française a été éditée par Tonkam dans la collection « Frissons » en trois tomes sortis entre juin 2002 et décembre 2002. Une réédition en une intégrale est sortie le 3 mars 2021.

## Histoire
Alors que Kirie Goshima, lycéenne dans la petite ville isolée de Kurouzu-cho, se rend au lycée, elle découvre le père de son petit ami, Shuichi Saito, obsédé par la vue d'un escargot. Après en avoir fait part à Shuichi, celui-ci lui avoue qu'il ne supporte plus la ville, qu'il pense "contaminée par des spirales". Le père de Shuichi est en effet obsédé par les spirales, collectionnant de nombreux objets présentant des motifs de spirale. Cette folie dégénère, alors qu'il embrasse l'idée d'exprimer la spirale à travers son corps ; il est découvert mort quelques jours plus tard, le corps atrocement déformé en forme de spirale. Lors de sa crémation, la fumée tourbillonne dans le ciel et plonge dans l'étang situé au centre de la ville.
Ces évènements marquent l'arrivée de nombreux phénomènes étranges dans la ville. En plus des tornades et des tourbillons qui apparaissaient déjà fréquemment, des phénomènes paranormaux commencent à se produire. La mère de Shuichi, traumatisée par la mort de son mari, est hantée par des visions de celui-ci qui la pousse à l'auto-mutilation, conduisant à sa mort. Azami, une autre lycéenne, voit une cicatrice sur son front prendre une forme spiralante, creusant un trou dans sa tête, qui finit par la consumer entièrement. Chaque nouvelle crémation voit la fumée tourbilloner avant de plonger dans l'étang. Les poteries faites par le père de Kirie présentent des motifs de spirale, et même de visages décédés, car il utilise de l'argile venant de l'étang. Shuichi devient de plus en plus déprimé et terrorisé par les spirales. Deux jeunes amoureux sont également consumés et transforment leur corps pour les entrelacer. Kirie n'est pas exempte des phénomènes, ses cheveux prenant vie pour former des motifs spiralants avant d'être coupés par Shuichi. Un jeune garçon se transforme en un diable en boîte, alors que d'autres se transforment en escargots géants. Le phare de la ville est révélé être pareillement hanté, brûlant plusieurs enfants au passage, tandis que Kirie parvient à s'en échapper de justesse avec des brûlures.
Durant son séjour à l'hôpital, de nombreuses femmes enceintes sont attaquées par des moustiques issus de l'étang et vidées de leur sang, dont Keiko, la cousine de Kirie. Les personnes piquées se révèlent pomper le sang des autres patients ; Kirie parvient tout juste à les repousser à l'aide d'un spray anti-moustique. Les bébés nés des femmes affectées semblent d'abord normaux, mais sont rapidement capables de parler, et produisent d'étranges champignons avec leur corps, qui se révèlent être des placentas. Le docteur Kawamoto, en charge de l'hôpital, est devenu fou après en avoir mangé, et tente de remettre les bébés à l'intérieur du ventre de leur mère, ce qu'il réussit pour Keiko. Cette dernière tue le docteur, et Kirie fuit l'hôpital. Peu après, un ouragan arrive sur la ville et tourmente Shuichi et Kirie, avant d'être aspiré par l'étang, détruisant une bonne partie du centre de la ville.
Kirie et sa famille sont relogés dans une ancienne maison de la ville. Leurs voisins sont affligés d'une étrange maladie de la peau, qui se transmet à la famille de Kirie, alors qu'une deuxième tempête les empêche de chercher du secours. Le voisin prend un aspect monstrueux, mais meurt avant d'avoir pu atteindre Kirie. La famille parvient à quitter la maison et la maladie disparaît.
Après que la ville n'a plus donné de contact au monde extérieur suite à quatre nouvelles tempêtes, trois reporters tentent de la rejoindre, mais voient leur voiture renversée par une tornade, laissant la seule survivante de l'accident, Maruyama, coincée tandis que son téléphone portable est inopérant. Elle découvre la ville ravagée, et libère des enfants attachés à des poteaux ; ceux-ci se révèlent capable de générer des tornades et tentent de l'attaquer. Elle parvient elle-même à emporter les enfants dans une tornade, et est secourue par Kirie et son frère, qui lui révèle que l'étang forme désormais un tourbillon permanent qui provoque un effet papillon, tout mouvement brusque provoquant une tornade. Seuls les vieux bâtiments résistent à celles-ci, et la population s'y est réfugiée, tout comme d'autres reporters et sauveteurs arrivés dans la ville.
La ville se trouve en proie à des gangs formés par ceux qui parviennent à contrôler les tornades. Une ancienne carte de la ville la montre recouverte par une gigantesque spirale. Les survivants sont confrontés au manque d'espace dans les maisons restantes et à la faim ; certains d'entre eux commencent à manger les escargots géants pour se nourrir. Ceux qui tentent de quitter la ville échouent quelle que soit la méthode. Le père de Kirie est emporté par une tornade dans une confrontation. La population parquée dans les vieilles maisons voient leur corps déformés par le manque de place, finissant par faire craquer la maison puis l'étendre à l'aide de débris. La mère de Kirie est elle aussi embarquée par une tornade, tandis que son frère se transforme en escargot, alors que Shuichi, Kirie et Maruyama tentent une dernière fois de fuir à travers la montagne. Forcés de revenir à la ville, ils découvrent que les habitants l'ont entièrement recouverte de maisons, formant une spirale gigantesque.
Les trois survivants s'aventurent dans la ville à la recherche des parents de Kirie. Ils découvrent que les habitants sont tous horriblement déformés, mourant les uns après les autres. Rencontrant un autre survivant, ils apprennent que leur tentative de fuite a en réalité duré des années, et que les parents de Kirie sont toujours en vie près de l'étang situé au centre de la spirale. La route se révèle difficile, de nombreux passages étant bouchés par des débris. En passant entre deux maisons, Maruyama se retrouve piégée alors que la construction continue, complétant la spirale. Les maisons se vident alors mystérieusement, et Kirie et Shuichi peuvent atteindre le centre en passant par elles.
A la place de l'étang, ils découvrent un gigantesque escalier en colimaçon, qu'ils décident de descendre. Lors d'une confrontation avec un des habitants complètement déformé laissé dans l'escalier, Shuichi tombe dans le trou central. En bas de l'escalier, Kirie trouve une énorme caverne lumineuse remplie de motifs spiralants et jonchée des corps des habitants. Elle y trouve notamment les corps de ses parents, transformés en pierre, ainsi que Shuichi, incapable de marcher. Il théorise que ces ruines sont vivantes et la source de la malédiction qui touche la ville, aspirant tout sur leur passage pour continuer leur construction. Incapables de continuer, ils s'abandonnent à la spirale. L'entrée se referme et la malédiction prend fin, du moins pour ce cycle.

## Publication
Prépublié dans le magazine Big Comic Spirits entre 1998 et 1999, le manga est initialement publié par Shōgakukan en trois volumes reliés sortis entre août 1998 et septembre 1999. Il connaît plusieurs autres rééditions, dont une intégrale avec un chapitre additionnel, La Galaxie (銀河, Ginga), à l'occasion de la sortie d'Uzumaki, l'adaptation cinématographique du manga. En France, le manga est édité par Tonkam en trois volumes sortis entre juin 2002 et décembre 2002, puis réédité en version intégrale d'un volume en octobre 2011  (ISBN 978-2-7595-0662-0). Une nouvelle édition intégrale est publiée le 3 mars 2021 par Delcourt/Tonkam.

### Liste des volumes
| no | Japonais          | Japonais      | Français       | Français      |
| no | Date de sortie    | ISBN          | Date de sortie | ISBN          |
| --- | ----------------- | ------------- | -------------- | ------------- |
| 1 | 29 août 1998      | 4-09-185721-3 | juin 2002      | 9782845802025 |
| Liste des chapitres : - Chapitre 1 : Obsession de la Spirale (1re partie) (うずまきマニア：その1, Uzumaki mania: So no ichi) - Chapitre 2 : Obsession de la Spirale (2e partie) (うずまきマニア：その2, Uzumaki mania: So no ni) - Chapitre 3 : La Cicatrice (傷跡, Kizuato) - Chapitre 4 : Le Four (窯変, Yōhen) - Chapitre 5 : Les Inséparables (ねじれた人びと, Nejireta hitobito) - Chapitre 6 : Les Cheveux bouclés (巻髪, Maki kami) |                   |               |                |               |
| 2 | 26 février 1999   | 4-09-185722-1 | septembre 2002 | 9782845802445 |
| Liste des chapitres : - Chapitre 7 : La Boîte à surprise (びっくり箱, Bikkuri-bako) - Chapitre 8 : Les Limaç'hommes (ヒトマイマイ, Hitomaimai) - Chapitre 9 : Le Phare ténébreux (黒い灯台, Kuroi tōdai) - Chapitre 10 : La Colonne de moustiques (蚊柱, Kabashira) - Chapitre 11 : Le Cordon ombilical (臍帯, Saitai) - Chapitre 12 : Cyclone no 1 (台風1号, Taifū ichi-gō)                                                               |                   |               |                |               |
| 3 | 30 septembre 1999 | 4-09-185723-X | décembre 2002  | 9782845802735 |
| Liste des chapitres : - Chapitre 13 : La Cabane du démon (鬼のいる長屋, Oni no iru nagaya) - Chapitre 14 : Les Papillons (蝶, Chō) - Chapitre 15 : Chaos (混沌, Konton) - Chapitre 16 : Chaos - suite (続・混沌, Zoku konton) - Chapitre 17 : La Fuite (脱出, Dasshutsu) - Chapitre 18 : Le Labyrinthe (迷路, Meiro) - Chapitre 19 : Ruines (遺跡, Iseki) - Histoire spéciale : La Galaxie (銀河, Ginga)                                   |                   |               |                |               |

### Autres éditeurs
- Viz Media : Uzumaki
- Planeta DeAgostini Comics
- Conrad
- Japonica Polonica Fantastica

## Adaptations

### Live-action
Le manga a été adapté en film live sous le titre original, Uzumaki, et est sorti le 11 février 2000 au Japon. Il est réalisé par Higuchinsky (ja). Le casting est composé de Eriko Hatsune dans le rôle de Kirie Goshima, Shin Eun-kyung (ko) en Chie Maruyama, Fhi Fan en Shuichi Saito, Keiko Takahashi (ja) en Yukie Saito, Ren Ōsugi en Toshio Saito et Hinako Saeki (ja) en Kyoko Sekino.

### Anime
Une adaptation en anime de quatre épisodes, initialement prévue pour 2020, est annoncée en 2019 lors de la Crunchyroll Expo (en). La série est coproduite par Production I.G. USA et Adult Swim. Elle est animée par le Studio Drive et réalisée par Hiroshi Nagahama. La musique est composée par Colin Stetson.C'est la quatrième fois que Cartoon Network est directement impliqué dans la production d'un anime japonais, avec The Big O II, IGPX (ja) (à la fois la micro-série de 2005 et l'anime de 2006) et les suites de FLCL, tous recevant une forme de production animée soutenue par la chaîne. Le directeur créatif Jason DeMarco a déclaré le 25 mars 2020 que la production était toujours en cours et que la pandémie de Covid-19 n'a actuellement eu aucun impact sur la production. Dans une interview avec Ito, il qualifie Hiroshi Nagahama de très talentueux. Il a également déclaré qu'être fidèle au manga d'origine le rendait « assez heureux ». Itō a confirmé que le scénario de la série était terminé et qu'il ma vérifié. Il a déclaré : « Quatre épisodes, c'est beaucoup plus court que le manga original. Ils ont fait du bon travail en réorganisant la série. Par exemple, quelqu'un qui meurt au début joue maintenant un rôle important plus tard. Ils ont fait un travail fantastique en créant des choses ensemble comme ça. Le scénariste est une personne très talentueuse. ». L'anime est entièrement réalisée en noir et blanc,. Le 10 juin 2020, le compte Twitter officiel de l'anime a présenté quelques images du storyboards. Le 22 juillet 2020, le même compte annonce le casting des voix japonaises. Le 26 juillet 2020, Adult Swim rediffuse la même bande-annonce de la série lors de sa convention Adult Swim Con et a organisé une interview avec le réalisateur de la série Nagahama. En plus de cela, il a été confirmé que la série était repoussée d'un an par rapport à sa sortie initialement prévue en 2020. Le 29 juillet 2020, le casting des voix japonaises commence officiellement l'enregistrement. Une deuxième bande annonce est publiée le 15 juin 2021, avec des commentaires du réalisateur Hiroshi Nagahama décrivant comment la pandémie a forcé l'équipe à « restructurer » son plan pour l'anime et a du partir de zéro. La vidéo a également confirmé que l'anime serait à nouveau retardé à octobre 2022,. En juin 2022, l'anime est de nouveau retardé d'une durée indéfinie à la demande de l'équipe de production. En 2023, Ari Aster et Lars Knudsen de la société Square Peg révèlent être impliqués dans la production de la série. Le 22 juillet 2023, lors du panel « Toonami on the Green » d'Adult Swim au Comic-Con de San Diego, un nouvel extrait de la série a été diffusé. Bien qu'il n'ait pas dévoilé de date de sortie, Jason DeMarco a déclaré plus tard sur Twitter que la série serait diffusée plus tard en 2023, bien que cela ne se soit pas produit. La série est diffusée en japonais le 29 septembre 2024, et son doublage anglais est diffusé le 4 octobre de la même année,,,.

### Édition japonaise
Shōgakukan
1. 1 2  (ja) « Tome 1 ».
2. 1 2  (ja) « Tome 2 ».
3. 1 2  (ja) « Tome 3 ».

### Documentation
- Paul Gravett (dir.), « De 1990 à 1999 : Spirale », dans Les 1001 BD qu'il faut avoir lues dans sa vie, Flammarion, 2012 (ISBN 2081277735), p. 692.